# 쿠르트 달루에게
쿠르트 막스 프란츠 달루에게(독일어: Kurt Max Franz Daluege, 1897년 9월 15일 ~ 1946년 10월 24일)는 나치 독일의 SS최상급집단지도자 겸 경찰상급대장(4성장군과 동격)으로, 나치 독일의 제복경찰인 질서경찰의 총수였고 라인하르트 하이드리히의 암살 이후 보헤미아 모라바 보호령을 일시적으로 다스렸다. 제2차 세계대전 종전 이후 전쟁범죄 혐의로 체코슬로바키아에서 사형당했다.
| 전임 신설 | 제1대 질서경찰본부장 1936년 6월 26일 - 1943년 8월 31일 | 후임 알프레트 뷔넨베르크 |

| 전임 라인하르트 하이드리히 | 보헤미아 모라바 보호령 부보호자 (보호자 권한대행) 1942년 6월 5일 - 1943년 8월 24일 | 후임 빌헬름 프리크 |